# ディアーノ・アレンティーノ
ディアーノ・アレンティーノ(伊: Diano Arentino)は、イタリア共和国リグーリア州インペリア県にある、人口約700人の基礎自治体（コムーネ）。

## 地理

### 位置・広がり

#### 隣接コムーネ
隣接するコムーネは以下の通り。括弧内のSVはサヴォーナ県所属を示す。
- キウザーニコ
- ディアーノ・カステッロ
- ディアーノ・サン・ピエトロ
- インペリア
- ポンテダッシオ
- ステッラネッロ (SV)

### 地震分類
イタリアの地震リスク階級 (it) では、2 に分類される
。